# Laguna Cololo
Laguna Cololo är en sjö i Bolivia.   Den ligger i departementet La Paz, i den nordvästra delen av landet, 600 km nordväst om huvudstaden Sucre. Laguna Cololo ligger 4 536 meter över havet. Arean är 5,2 kvadratkilometer. Den sträcker sig 4,6 kilometer i nord-sydlig riktning, och 6,7 kilometer i öst-västlig riktning.
Trakten runt Laguna Cololo består i huvudsak av gräsmarker. Trakten runt Laguna Cololo är nära nog obefolkad, med mindre än två invånare per kvadratkilometer.